# نانسي سيناترا
نانسِ ساندرا سِناتْرا (بالإنجليزية: Nancy Sinatra)‏ (ولدت في 8 حزيران/يونيو 1940) هي مغنية وممثلة أمَرِكية، وابنة المغني والممثل فرانك سيناترا. تعتبر أغنية 'These Boots Are Made for Walkin (هذه الجزمة مصنوعة للمشي) الصادرة في عام 1966 السبب الأكبر في شهرتها.
ومن تسجيلاتها الأخرى المميزة : Sugar Town (بلدة السكر) ‏، والثنائي مع والدها Somethin' Stupid (شيء غبي) الذي صدر في 1967، وأغنية الشارة في فِيلم الشخصية الخيالية جيمس بوند You Only Live Twice (نعيش حياتين فقط)، والعديد من الأعمال مع المغني لِيْ هَيْزلْوُد كالأغنية Jackson (جاكْسن)، وأيضا أغنية Bang Bang (My Baby Shot Me Down) في 1966 المقلِّدة لأغنية المغنية شَيْر، التي كانت إحدى مقاطع الشارة لفِلم اقتل بيل في 2003 للمخرج السينمائي كوينتن تارانتينو.

## روابط خارجية
- نانسي سيناترا على موقع IMDb (الإنجليزية)
- نانسي سيناترا على موقع ميتاكريتيك (الإنجليزية)
- نانسي سيناترا على موقع الموسوعة البريطانية (الإنجليزية)
- نانسي سيناترا على موقع روتن توميتوز (الإنجليزية)
- نانسي سيناترا على موقع مونزينجر (الألمانية)
- نانسي سيناترا على موقع ألو سيني (الفرنسية)
- نانسي سيناترا على موقع ميوزك برينز (الإنجليزية)
- نانسي سيناترا على موقع أول موفي (الإنجليزية)
- نانسي سيناترا على موقع قاعدة بيانات الأفلام السويدية (السويدية)
- نانسي سيناترا على موقع إن إن دي بي (الإنجليزية)